# Municipio di Anversa
Il Municipio di Anversa (in fiammingo Stadhuis van Antwerpen) è sede dell'amministrazione comunale della città belga.
Sorge sul centrale Grote Markt e rappresenta una delle più importanti testimonianze dell'architettura rinascimentale nelle Fiandre.
La facciata è caratterizzata da grandi aperture che si dilatano tra le rigorose cornici marcapiano; al centro della costruzione, secondo l'uso nordico, si innalza un pronunciato avancorpo, ma i dettagli architettonici (impiego di colonne binate, obelischi e nicchie) rimandano allo stile di Bramante e Sebastiano Serlio.

## Storia

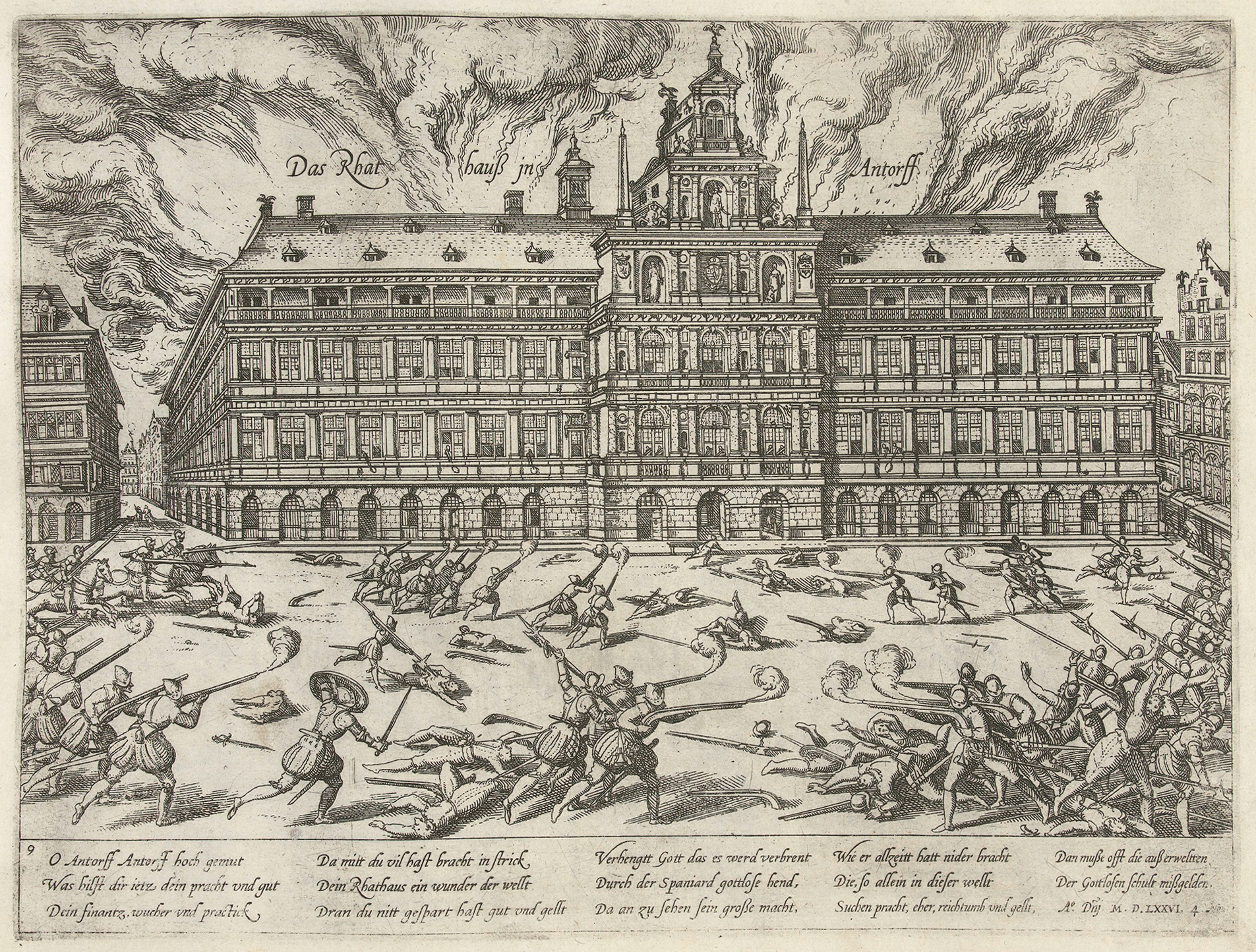
Il Municipio date alle fiamme durante la Furia Spagnola del 1576.

Nel XVI secolo la città di Anversa crebbe notevolmente e così si ebbe la necessità di costruire un nuovo più grande Palazzo comunale. Nel 1540 si richiese un progetto al grande architetto del gotico Dominikus de Waghemakere, che tuttavia venne archiviato a causa di un altro progetto in corso, molto costoso, quello della costruzione delle nuove mura della città.
Nel 1560 si riprese l'idea di ricostruzione del municipio, questa volta secondo le ultime tendenze provenienti dall'Italia, il gusto del Rinascimento. Il progetto venne disegnato da Cornelis Floris de Vriendt, e vennero coinvolti nella costruzione anche lo scultore Willem van den Broeck, il poeta Willem van Haecht e i pittori Jan Matsys e Lambert van Noort.
I lavori iniziarono nel novembre del 1560 con lo scavo delle fondamenta, e la prima pietra fu posta il 27 febbraio 1561. Due anni più tardi, i due terzi del palazzo erano finiti, e nell'estate del 1564 anche il tetto venne completato. L'inaugurazione è seguita il 27 febbraio del 1565.
Nel 1576 arrivò un duro colpo al municipio. I soldati del re di Spagna, che da mesi non venivano pagati, decisero di saccheggiare Anversa, la città più ricca della regione. La municipalità oppose una notevole resistenza e i soldati diedero l'edificio alle fiamme. Il tetto e gli interni vennero totalmente devastati e la loro ricostruzione iniziò due anni più tardi.

## Architettura e descrizione

### La facciata

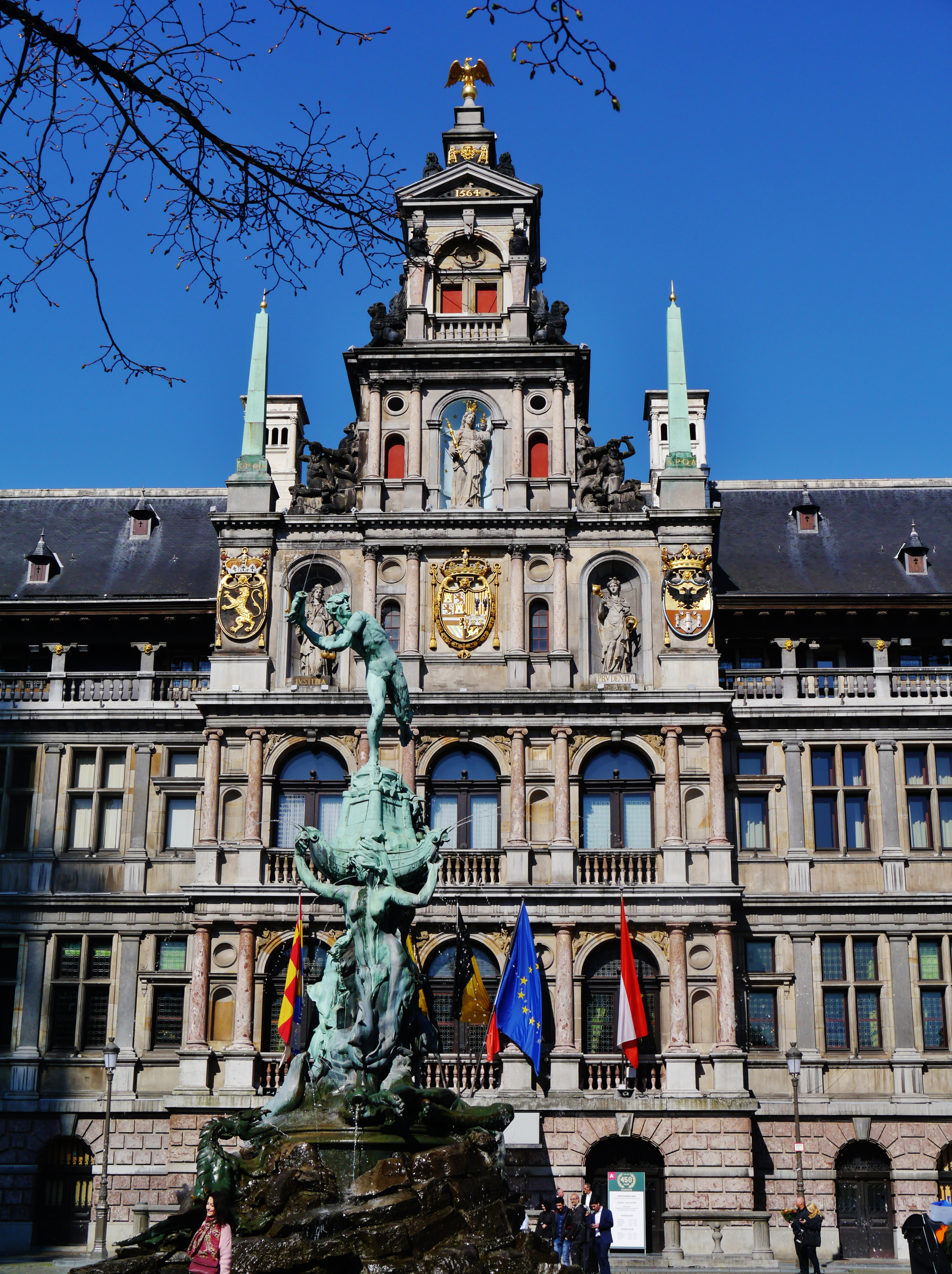
Il frontone.

Splendida è la sontuosa facciata, dove elementi italianeggianti come il portico terreno, paraste e colonne classiche, obelischi e nicchie; si armonizzano con quelli fiamminghi come il grande frontone del corpo centrale, il grande tetto a forti spioventi e il senso della verticalità d'eredità gotica.
Al centro della facciata c'è il grande avancorpo sul quale si aprono tre nicchie con statue. Nella nicchia in alto, originariamente, vi era la statua di Silvio Brabone, il leggendario fondatore di Anversa e del Ducato di Brabante, a simboleggiare una relativa autonomia della città. Venne sostituita nel 1587 dai Gesuiti con quella odierna che raffigura la Madonna. Le altre due statue simboleggiano la Giustizia e la Prudenza; le principali virtù del consiglio comunale. Tra le due nicchie è lo stemma de re Filippo II di Spagna, dominatore delle Fiandre. Ai lati, sotto gli obelischi, sono gli stemmi del Brabante e di Anversa, quest'ultimo sormontato dall'aquila bicipite asburgica. Ai lati del frontone, al livello della statua della madonna, vi sono due tritoni a simboleggiare la Schelda.

### Gli interni
Notevoli sono i saloni all'interno dell'edificio, fra cui spiccano il grande scalone d'onore, con affreschi storici di fine '800, la Trouwzaal (Sala dei Matrimoni), con il camino monumentale a cariatidi in alabastro, opera del 1618 di Cornelis Floris de Vriendt; la Raadszaal (Sala del Consiglio), col grande affresco del soffitto dell'Apoteosi di Anversa, opera del 1712 di Jacob de Roore; il Kabinet van de Burgemeester (Gabinetto del Borgomastro) con bel camino rinascimentale di Pieter Coecke van Aelst.

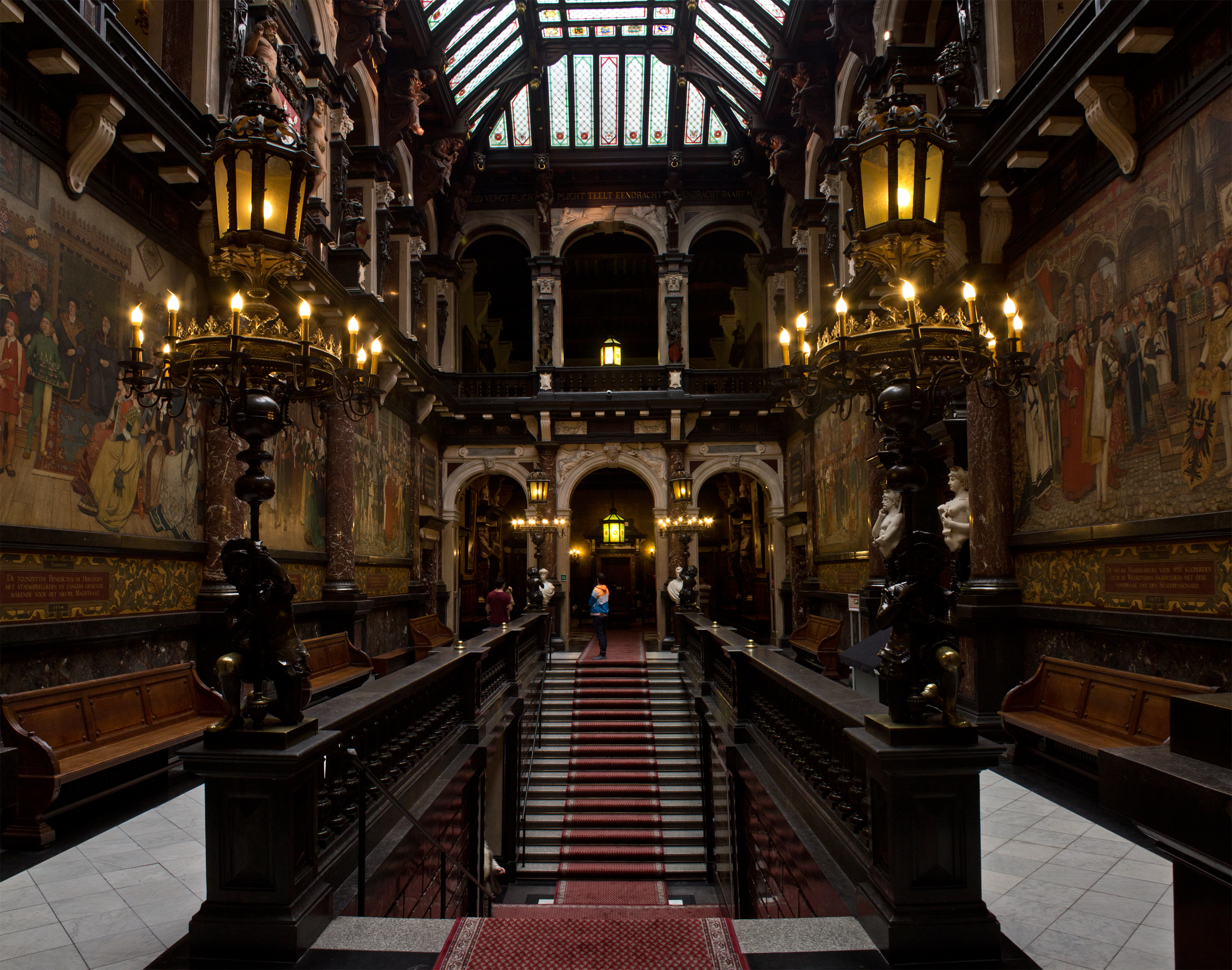
Lo Scalone monumentale.
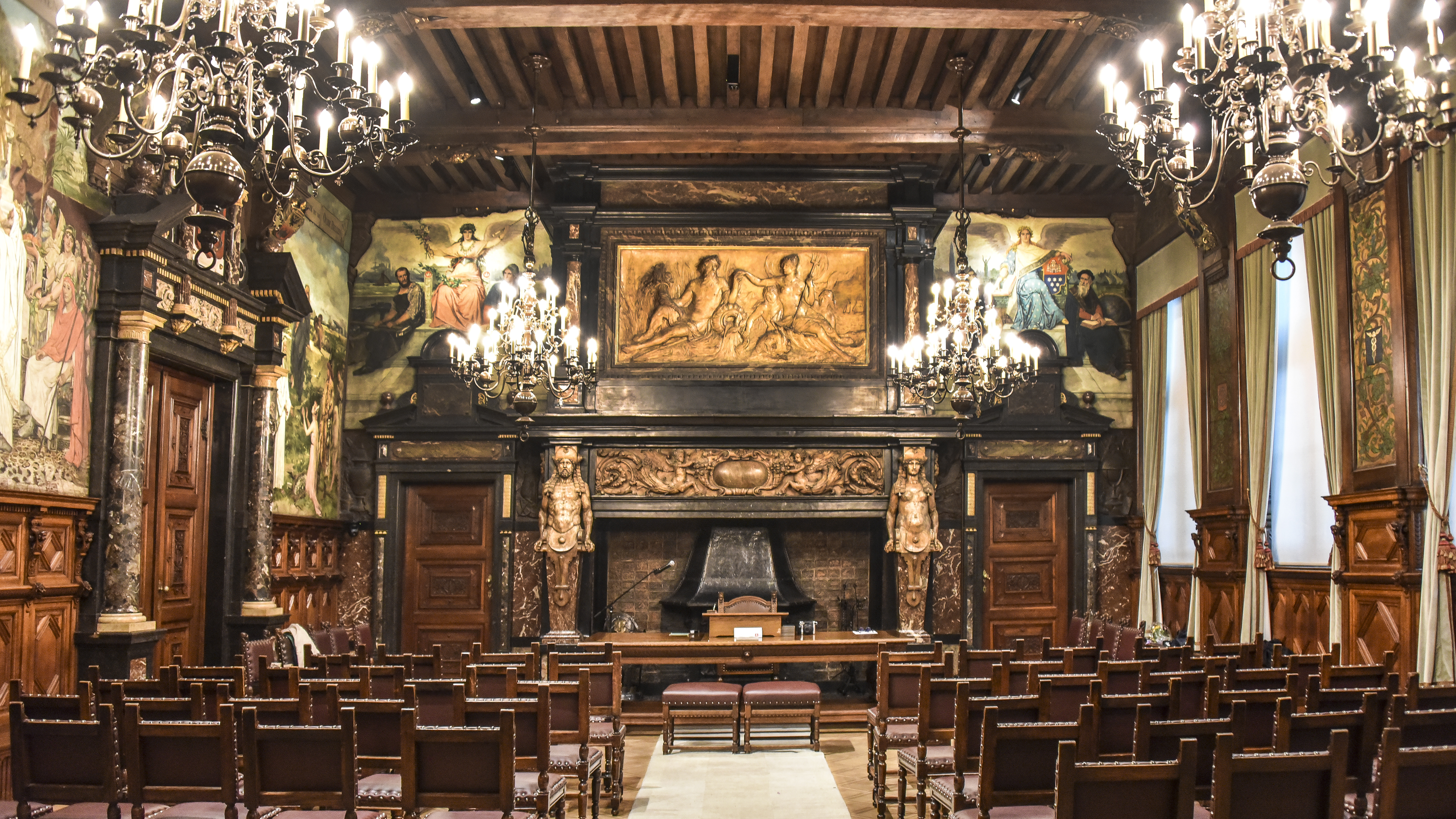
La Sala dei Matrimoni.
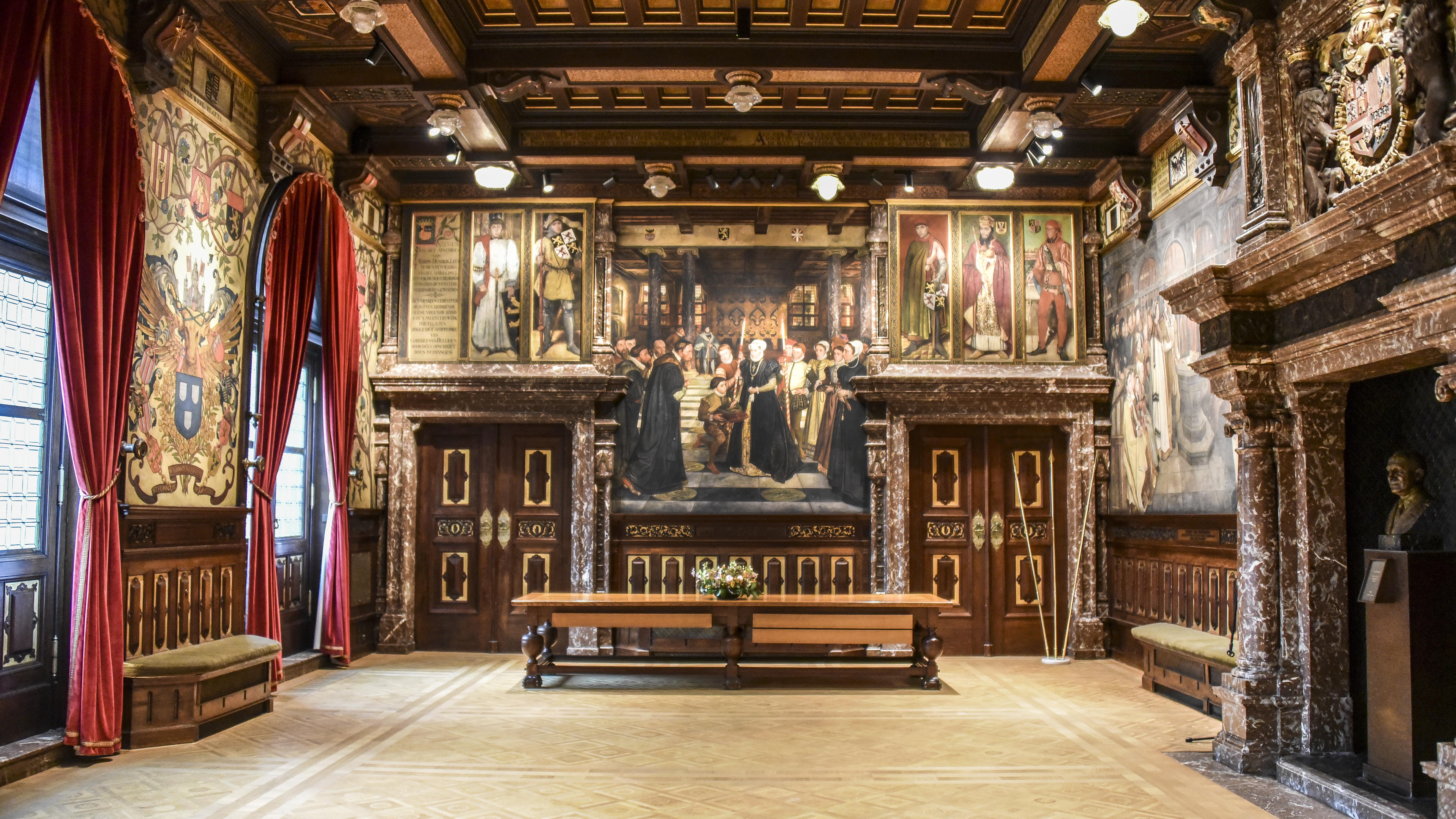
La Grote Leyszaal.
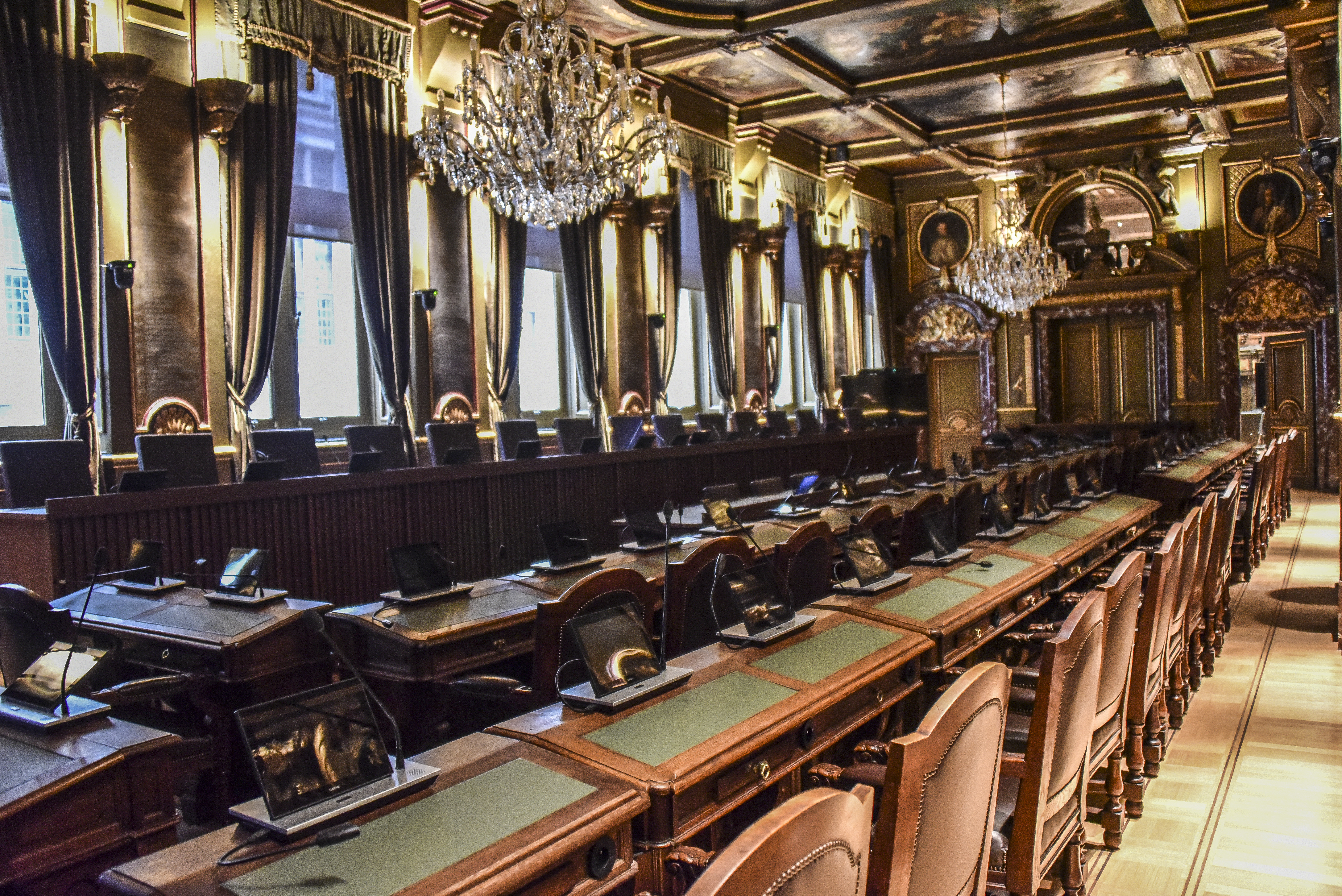
La Sala del Consiglio.